# Ubaldo Nieto de Alba
Ubaldo Nieto de Alba (17 de maig de 1931, Ponferrada - 12 de desembre de 2018, Madrid) és un economista lleonès. Ha sigut inspector de finances de l'estat. És doctor en ciències econòmiques i catedràtic d'economia financera de la Facultat de Ciències Econòmiques de la Universitat Complutense de Madrid.
Va ser membre del Senat d'Espanya per Unió de Centre Democràtic de Lleó entre 1977 i 1982, ocupant el càrrec de President de la Comissió d'Economia i Hisenda. El 1982 esdevení Conseller del Tribunal de Comptes a proposta del Partit Popular amb la consecució de presidir la Secció de Fiscalització el 1994 i més endavant President del Tribunal fins al 2007. Quan acabà el seu mandat, li donarne la Gran Creu de l'Orde d'Isabel la Catòlica.
El 2013 va eixir a la llum una suposada donació feta al Partit Popular per Ubaldo Nieto, enregistrada a la comptabilitat en B. Ubaldo Nieto negà que havia fet tal donació.